# 71-625
71-625 (согласно Единой нумерации) — несостоявшийся проект УКВЗ российского пассажирского моторного четырёхосного четырёхдверного одностороннего трамвайного вагона с полностью низким уровнем пола.

## История создания
Впервые о работе конструкторов Усть-Катавского вагоностроительного завода над принципиально новой моделью трамвайного вагона с полностью низким уровнем пола стало известно в начале 2000-х годов, когда были оглашены планы завода начать с сентября 2002 года серийное производство не имеющего аналогов в СНГ нового низкопольного трамвайного вагона 71-625. Однако в связи с рядом причин планы УКВЗ не были осуществлены в планируемые сроки. Вернуться к разработке и проектированию данной модели конструкторскому отделу завода удалось лишь в 2013 году.
В октябре 2013 года на базе Нижнекамского предприятия «Горэлектротранспорт» представителями Торгового Дома Усть-Катавского вагоностроительного завода была проведена презентация новых трамвайных тележек, на основе которых УКВЗ планировал приступить к строительству первого в отечественной истории полностью низкопольного одиночного трамвайного вагона. Однако, в начале 2014 года УКВЗ разорвал отношения со своим Торговым домом, которому и принадлежали права на тележку для нового вагона, что сделало перспективы выпуска вагона под маркой 71-625 туманными. В дальнейшем один из учредителей ТД УКВЗ, вышедший из состава фирмы, организовал компанию «ПК Транспортные системы», пригласил главного конструктора УКВЗ и выкупил конструкторскую документацию на тележку у ТД УКВЗ, в результате чего вагон, технологически явившийся преемником 71-625, начал выпускаться на мощностях Тверского вагоностроительного завода под индексом 71-911.

## Технические подробности
При создании трамвайного вагона 71-625 за основу была взята модель 71-623, с внесением в экстерьер незначительных изменений: фальшбортами на крыше, иной формой передней и задней оптики. Интерьер вагона предполагалось выполнить с использованием профилей из алюминиевого сплава. Кроме этого, в отличие от модели 71-623, в салоне 71-625 предполагалось установить кондиционер. Самые значительные изменения коснулись тележек, которые были сконструированы инженерами Усть-Катавского завода, а собраны работниками Нижнекамского предприятия «Горэлектротранспорт». Разработанные с нуля передовые технические решения в части двойного подрессоривания рамы и 130 мм клиренса позволили успешно адаптировать тележки под состояние российских трамвайных путей. Подобных трамвайных тележек в российском трамваестроении до этого не было.